# Tabanus terterjani
Tabanus terterjani är en tvåvingeart som beskrevs av Jekaterina Michajlovna Andrejeva och Vladimir Dolin 1982. Tabanus terterjani ingår i släktet Tabanus och familjen bromsar.
Artens utbredningsområde är Armenien. Inga underarter finns listade i Catalogue of Life.